# Byers, Texas
Byers är en ort i Clay County i Texas. Vid 2010 års folkräkning hade Byers 496 invånare.